# Bulwar Nadwarciański w Gorzowie Wielkopolskim
Bulwar Nadwarciański (niem. Bollwerk) – nadrzeczny bulwar w Gorzowie Wielkopolskim, ciągnący się na prawym brzegu Warty, pomiędzy ulicami Cichońskiego i Garbary, w całości położony na terenie centrum miasta. Na całej długości bulwaru przecina go jedynie jedna ulica – Bolesława Chrobrego, która dzieli bulwar część zachodnią i wschodnią.

## Historia

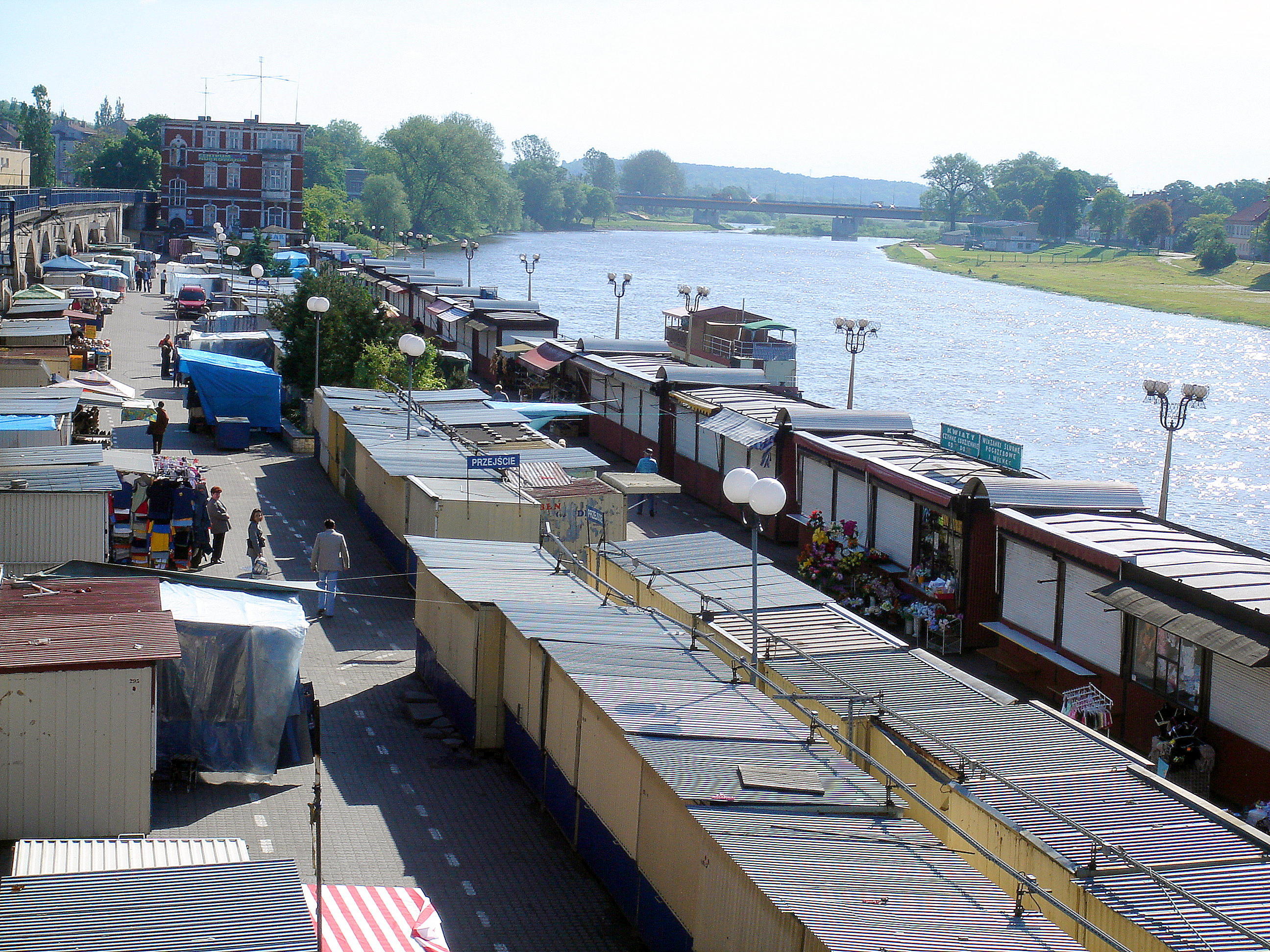
Przed przebudową jako targowisko

Zabudowa na prawym nabrzeżu Warty jest pozostałością układu urbanistycznego miasta Landsberg an der Warthe, jak brzmiała przedwojenna nazwa Gorzowa Wielkopolskiego. Nadwarciański Bollwerk, co widać na pocztówkach z dwudziestolecia międzywojennego, w pewnym stopniu przypominał obecny Bulwar. Po 1989 nabrzeże podupadło, na wschodniej części urządzono targowisko. W latach 2005–2007 przebudowana została zachodnia część bulwaru, na której pojawiły się restauracje i kluby, choć umożliwiono także pozostanie wcześniejszym najemcom, prowadzącym działalność handlowo-usługową w niszach pod estakadą kolejową. Wschodnia część została przebudowana w latach 2009-2011. W miejscu targowiska (przeniesionego na pobliską ulicę Cichońskiego) wybudowano ciąg pieszy o funkcjach rekreacyjnych. Wybudowano także dolny taras bulwaru, przy którym mogą cumować statki.

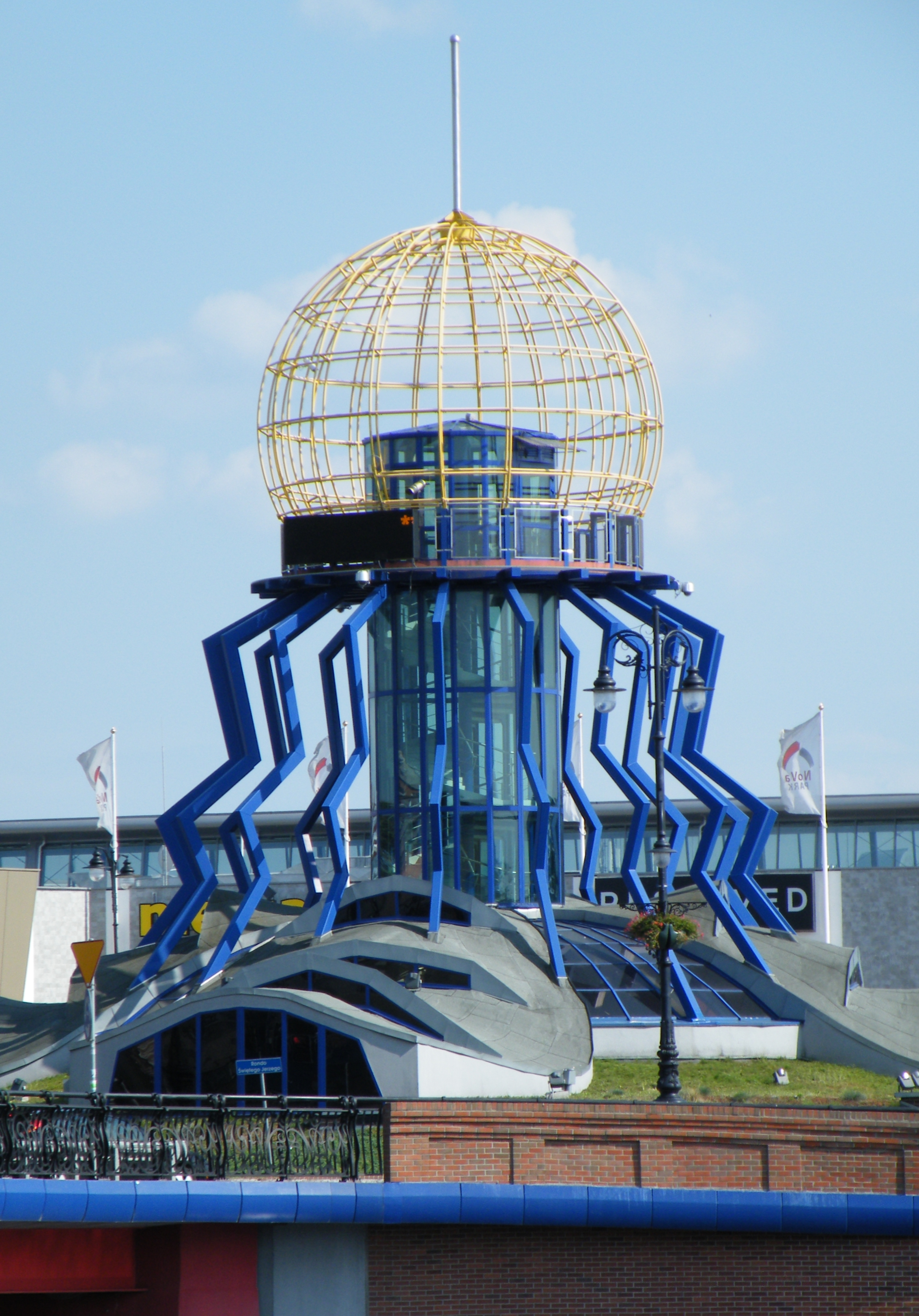
Wieża widokowa "Dominanta" Gorzów Wielkopolski

## Zabudowania

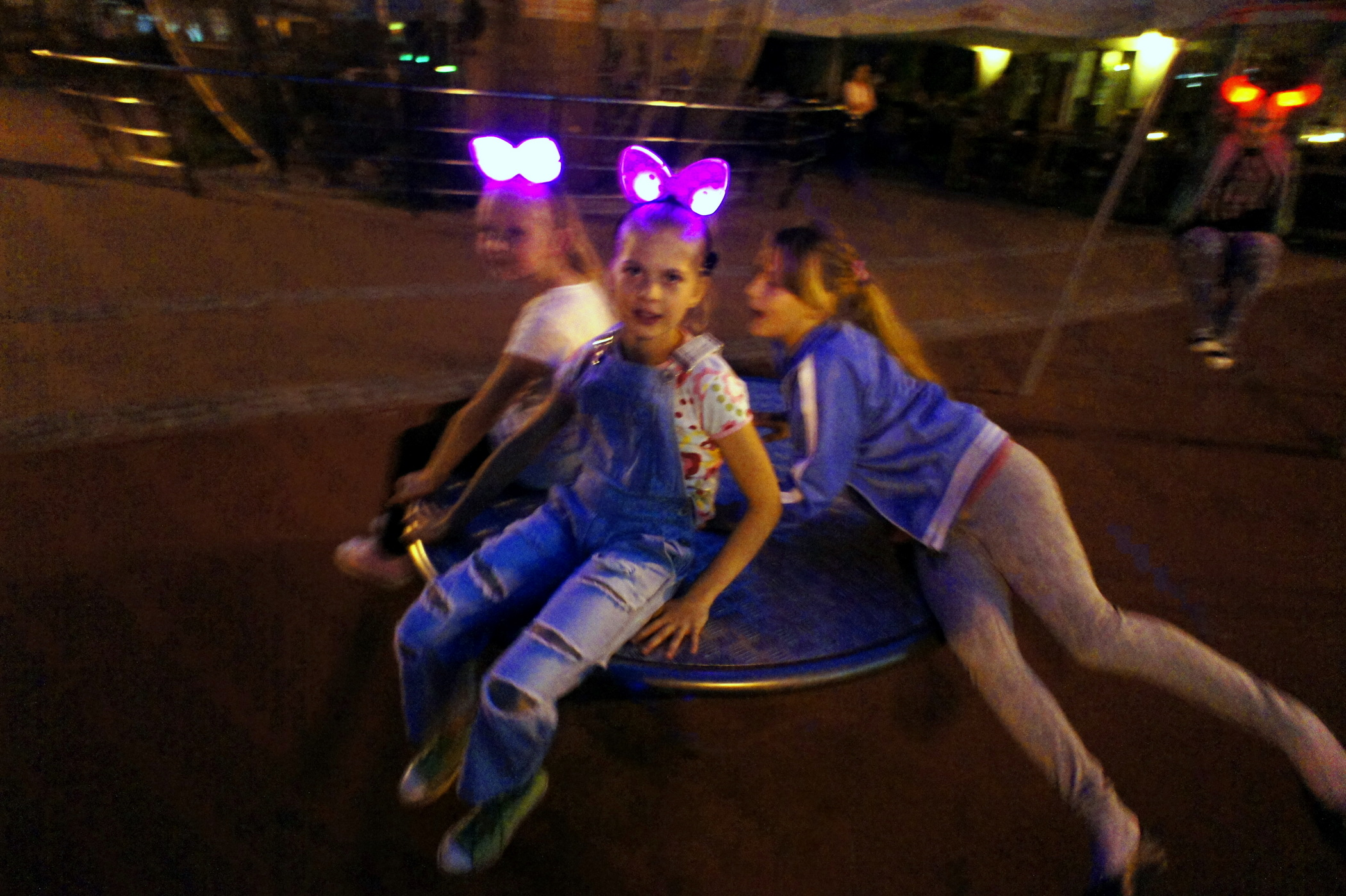
Plac zabaw

Bulwar na całej długości jest oddzielony od ścisłego centrum miasta zabytkową estakadą kolejową, po drugiej stronie której biegnie ulica Spichrzowa. Na zachodnią część bulwaru składa się ciąg pieszy oraz ulica Nadbrzeżna (ruch jedynie w kierunku wschodnim). Bulwar kończy się placem, przy którym często odbywają się koncerty i wydarzenia kulturalne organizowane przez miasto. Na wschodniej części bulwaru znajduje się plac zabaw dla dzieci, woliera z egzotycznymi ptakami, fontanna oraz liczne puby i restauracje, umiejscowione w niszach pod estakadą kolejową, a także na górnym i (w okresie letnim) dolnym tarasie. Obie części połączone są przejściem dolnym tarasem pod Mostem Staromiejskim.

## Lokale

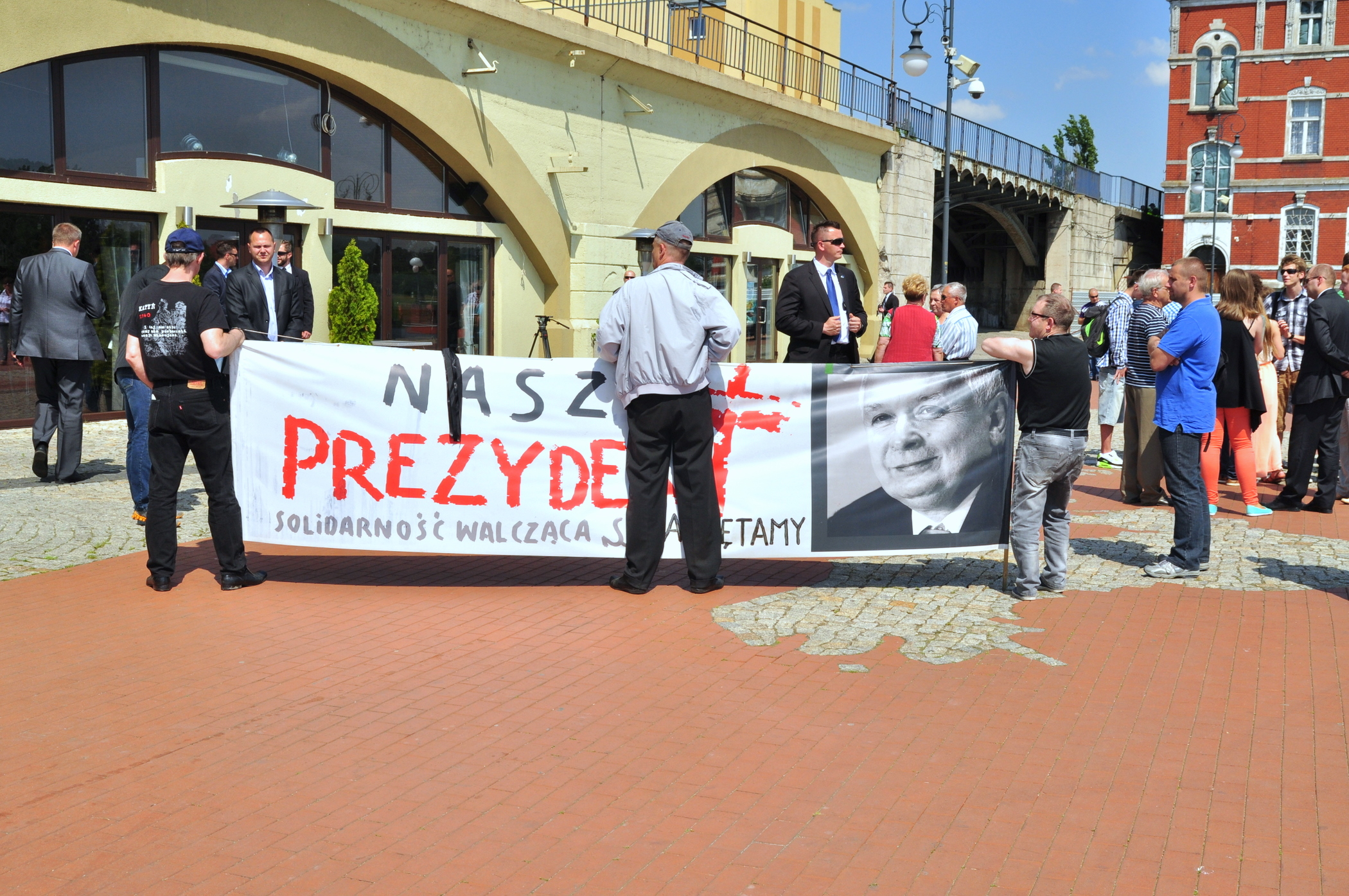
Pikieta przed jednym z lokali gastronomicznych w którym przebywał premier D. Tusk (2014 r.)

W zachodniej części bulwaru znajdują się: pub, pizzeria oraz kawiarnia. Nisze we wschodniej części zajmowane są przez: oficjalny pub Stali Gorzów, restaurację z kuchnią: włoską, belgijską i owocami morza, a także pub i kawiarnię.

## Rozbudowa
W przyszłości planowane jest przedłużenie wschodniej części bulwaru do Mostu Lubuskiego. Jak dotychczas ani termin rozpoczęcia prac, ani żadne szczegóły na temat tego przedsięwzięcia nie są znane.